# Kitashiobara (Fukushima)
Kitashiobara (北塩原村 Kitashiobara-mura?) es una villa localizada en la prefectura de Fukushima, Japón. En junio de 2019 tenía una población de 2.582 habitantes y una densidad de población de 11 personas por km². Su área total es de 234,08 km².

## Geografía

### Municipios circundantes
- Prefectura de Fukushima
  - Kitakata
  - Inawashiro
  - Bandai
- Prefectura de Yamagata
  - Yonezawa

## Demografía
Según datos del censo japonés, la población de Kitashiobara ha disminuido en los últimos años.
| Año del censo | Población |
| ------------- | --------- |
| 1995          | 3.859     |
| 2000          | 3.644     |
| 2005          | 3.475     |
| 2010          | 3.185     |
| 2015          | 2.831     |